# The Exchange 106
The Exchange 106 je 445,5 m vysoký mrakodrap v Kuala Lumpur, hlavním městě Malajsie. Obsahuje 95 pater a to nejvyšší leží ve výšce 397,3 m. Výstavba budovy probíhala v letech 2016 až 2019. 